# Премія YUNA (1-ша церемонія вручення)
«YUNA» — щорічна українська щорічна національна професійна музична премія. Перша церемонія «YUNA» вшанувала найкращих в українській музиці за 20 років з моменту незалежності України й згодом отримала назву «YUNA: Найкращі за 20 років». З 28 номінантів журі визначило 9 переможців. Переможців визначав 71 член журі.
12 грудня 2011 року в клубі «Мантра» у Києві були оголошені номінанти «YUNA».
Перша церемонія «YUNA» відбулась 8 лютого 2012 року в національному палаці мистецтв «Україна» в Києві. Телевізійну версію церемонії 12 лютого о 23:00 показав телеканал «Інтер».

## Перебіг церемонії
Перша церемонія «YUNA» не мала ведучих як таких. Кожен номер оголошували відомі особистості українського шоу-бізнесу: група «Алібі», Еріка та Kishe, Ірма Вітовська та Олександр Крикун, Ольга Фреймут та Андре Тан, Даша Малахова та EL Кравчук, Тала Калатай та Діма Коляденко, група «Real O», Діана Дорожкіна та Ігор Посипайко, Юлія Литвиненко та Олексій Кузнецов, Ганна Безсонова та Олександр Педан.
Перша церемонія «YUNA» ознаменувалася низкою прем'єр: KAMALIYA і Thomas Anders представили свій дует «No Ordinary Love», Гайтана та Karl Frierson (De Phazz) презентували пісню «You Are My Everything», німецька співачка Oceana вперше публічно виконала повну версію хіта «Endless Summer» — офіційної пісні «УЄФА Євро-2012». Згодом Oceana використала фрагменти свого виступу на церемонії «YUNA» в кліпі на пісню «Endless Summer».
Шоу складалося із 12 живих номерів:
- KAMALIYA та Thomas Anders — No Ordinary Love
- Ірина Білик — Снег
- Руслана — Дикі танці
- Гайтана та Karl Frierson (De Phazz) — You Are My Everything
- Тарас Чубай, Олег Собчук (С. К. А. Й.), Фагот (ТНМК) — Вона
- Маша Собко, Анна Добриднєва (Пара Нормальних), Alyosha — попурі пісень Софії Ротару
- Воплі Відоплясова та JazzexBand — Весна
- Володимир Ткаченко, Бондарчук, Діма Каднай, Віталій Козловський — попурі пісень найкращих виконавиць України за 20 років
- Вєрка Сердючка — попурі, Смайлик
- Бумбокс — Вахтерам
- Іван Дорн та Злата Оґнєвіч — Everything I Do, I Do It For You
- Oceana — Endless Summer

На церемонії «YUNA» легендарна пісня «Вона» була вперше виконана для телевізійного шоу, а пісня Руслани «Дикі танці» була виконана в спеціальному попурі декількох танцювальних стилів: румби, ча-ча-ча, джайву. Іван Дорн та Злата Оґнєвіч виконали пісню «Everything I Do, I Do It For You», оскільки саме цей хіт у виконанні Браяна Адамса був лідером світових чартів на момент проголошення Україною незалежності — 24 серпня 1991 року. Цікаво, що в спеціальному аранжуванні для церемонії «YUNA» на вступі пісні звучать сопілка та бандура.
Режисером-постановником шоу був Павло Шилько, хореографом-постановником — Олена Коляденко.

## Номінанти та переможці
| Категорія | Номінанти                                               |                                                       |
| --- | ------------------------------------------------------- | ----------------------------------------------------- |
| Найкращий альбом Нагороду вручали Мохаммад Захур і Ольга Горбачова                                                                | • Музіка — Воплі Відоплясова                            | • Музіка — Воплі Відоплясова                          |
| Найкращий альбом Нагороду вручали Мохаммад Захур і Ольга Горбачова                                                                | • Було не любити — Брати Гадюкіни                       |                                                       |
| Найкращий альбом Нагороду вручали Мохаммад Захур і Ольга Горбачова                                                                | • Family Бізнес — Бумбокс                               |                                                       |
| Найкращий альбом Нагороду вручали Мохаммад Захур і Ольга Горбачова                                                                | • Любовь. Яд — Ірина Білик                              |                                                       |
| Найкращий альбом Нагороду вручали Мохаммад Захур і Ольга Горбачова                                                                | • Суперсиметрія — Океан Ельзи                           |                                                       |
| Найкращий альбом Нагороду вручали Мохаммад Захур і Ольга Горбачова                                                                | • Модель — Океан Ельзи                                  |                                                       |
| Найкраща пісня Нагороду вручали Юрій Горбунов і Яна Клочкова                                                                      | • Весна — Воплі Відоплясова                             | • Весна — Воплі Відоплясова                           |
| Найкраща пісня Нагороду вручали Юрій Горбунов і Яна Клочкова                                                                      | • Файне місто Тернопіль — Брати Гадюкіни                |                                                       |
| Найкраща пісня Нагороду вручали Юрій Горбунов і Яна Клочкова                                                                      | • Вахтерам — Бумбокс                                    |                                                       |
| Найкраща пісня Нагороду вручали Юрій Горбунов і Яна Клочкова                                                                      | • Снег — Ірина Білик                                    |                                                       |
| Найкраща пісня Нагороду вручали Юрій Горбунов і Яна Клочкова                                                                      | • Без бою — Океан Ельзи                                 |                                                       |
| Найкраща пісня Нагороду вручали Юрій Горбунов і Яна Клочкова                                                                      | • Дикі танці — Руслана                                  |                                                       |
| Найкраща пісня Нагороду вручали Юрій Горбунов і Яна Клочкова                                                                      | • Вона — Плач Єремії                                    |                                                       |
| Найкращий виконавець Нагороду вручали Ольга Сумська і Катерина Осадча                                                             | • Олександр Пономарьов                                  | • Олександр Пономарьов                                |
| Найкращий виконавець Нагороду вручали Ольга Сумська і Катерина Осадча                                                             | • Віктор Павлик                                         |                                                       |
| Найкращий виконавець Нагороду вручали Ольга Сумська і Катерина Осадча                                                             | • Віталій Козловський                                   |                                                       |
| Найкращий виконавець Нагороду вручали Ольга Сумська і Катерина Осадча                                                             | • Іван Дорн                                             |                                                       |
| Найкраща виконавиця Нагороду вручали Павло Шилько і Маша Єфросиніна                                                               | • Ірина Білик                                           | • Ірина Білик                                         |
| Найкраща виконавиця Нагороду вручали Павло Шилько і Маша Єфросиніна                                                               | • Ані Лорак                                             |                                                       |
| Найкраща виконавиця Нагороду вручали Павло Шилько і Маша Єфросиніна                                                               | • Наталія Могилевська                                   |                                                       |
| Найкраща виконавиця Нагороду вручали Павло Шилько і Маша Єфросиніна                                                               | • Софія Ротару                                          |                                                       |
| Найкраща виконавиця Нагороду вручали Павло Шилько і Маша Єфросиніна                                                               | • Таїсія Повалій                                        |                                                       |
| Найкращий гурт Нагороду вручали Дмитро Гордон і Сніжана Єгорова                                                                   | • Океан Ельзи                                           | • Океан Ельзи                                         |
| Найкращий гурт Нагороду вручали Дмитро Гордон і Сніжана Єгорова                                                                   | • Брати Гадюкіни                                        |                                                       |
| Найкращий гурт Нагороду вручали Дмитро Гордон і Сніжана Єгорова                                                                   | • Бумбокс                                               |                                                       |
| Найкращий гурт Нагороду вручали Дмитро Гордон і Сніжана Єгорова                                                                   | • ВІА Гра                                               |                                                       |
| Найкращий гурт Нагороду вручали Дмитро Гордон і Сніжана Єгорова                                                                   | • Воплі Відоплясова                                     |                                                       |
| Найкращий гурт Нагороду вручали Дмитро Гордон і Сніжана Єгорова                                                                   | • Танок на майдані Конґо                                |                                                       |
| Найкращий композитор Нагороду вручали Андрій Доманський і Альона Бондаренко                                                       | • Костянтин Меладзе                                     | • Костянтин Меладзе                                   |
| Найкращий композитор Нагороду вручали Андрій Доманський і Альона Бондаренко                                                       | • Ірина Білик                                           |                                                       |
| Найкращий композитор Нагороду вручали Андрій Доманський і Альона Бондаренко                                                       | • Олег Скрипка                                          |                                                       |
| Найкращий композитор Нагороду вручали Андрій Доманський і Альона Бондаренко                                                       | • Руслан Квінта                                         |                                                       |
| Найкращий композитор Нагороду вручали Андрій Доманський і Альона Бондаренко                                                       | • Святослав Вакарчук                                    |                                                       |
| Найкращий автор слів Нагороду вручали Володимир Данилець і Володимир Моісеєнко. Андрій Хливнюк віддав нагороду Юрію Рибчинському. | • Андрій Хливнюк                                        | • Андрій Хливнюк                                      |
| Найкращий автор слів Нагороду вручали Володимир Данилець і Володимир Моісеєнко. Андрій Хливнюк віддав нагороду Юрію Рибчинському. | • Андрій «Скрябін» Кузьменко                            |                                                       |
| Найкращий автор слів Нагороду вручали Володимир Данилець і Володимир Моісеєнко. Андрій Хливнюк віддав нагороду Юрію Рибчинському. | • Діанна Гольде                                         |                                                       |
| Найкращий автор слів Нагороду вручали Володимир Данилець і Володимир Моісеєнко. Андрій Хливнюк віддав нагороду Юрію Рибчинському. | • Ірина Білик                                           |                                                       |
| Найкращий автор слів Нагороду вручали Володимир Данилець і Володимир Моісеєнко. Андрій Хливнюк віддав нагороду Юрію Рибчинському. | • Святослав Вакарчук                                    |                                                       |
| Найкращий автор слів Нагороду вручали Володимир Данилець і Володимир Моісеєнко. Андрій Хливнюк віддав нагороду Юрію Рибчинському. | • Юрій Рибчинський                                      |                                                       |
| Найкращий відеокліп Нагороду вручали Олег Панюта і Камалія                                                                        | • Воплі Відоплясова — «Весна» (реж. Олександр Солоха)   | • Воплі Відоплясова — «Весна» (реж. Олександр Солоха) |
| Найкращий відеокліп Нагороду вручали Олег Панюта і Камалія                                                                        | • ВІА Гра — «Поцелуи» (реж. Алан Бадоєв)                |                                                       |
| Найкращий відеокліп Нагороду вручали Олег Панюта і Камалія                                                                        | • Ірина Білик — «А я пливу» (реж. Максим Паперник)      |                                                       |
| Найкращий відеокліп Нагороду вручали Олег Панюта і Камалія                                                                        | • Ірина Білик — «Снег» (реж. Алан Бадоєв)               |                                                       |
| Найкращий відеокліп Нагороду вручали Олег Панюта і Камалія                                                                        | • Наталія Могилевська — «Місяць» (реж. Максим Паперник) |                                                       |
| Найкращий відеокліп Нагороду вручали Олег Панюта і Камалія                                                                        | • Тіна Кароль — «Ноченька» (реж. Алан Бадоєв)           |                                                       |
| Особливі досягнення Нагороду вручали Андре Тан і Ольга Фреймут                                                                    | • Софія Ротару                                          | • Софія Ротару                                        |

## Рейтинги
Згідно з даними компанії «GFK Ukraine» частка телеканалу «Інтер» на період трансляції церемонії (12 лютого о 23:00) склала 14,76 %, комерційна аудиторія 18–54.